# Cidade inteligente

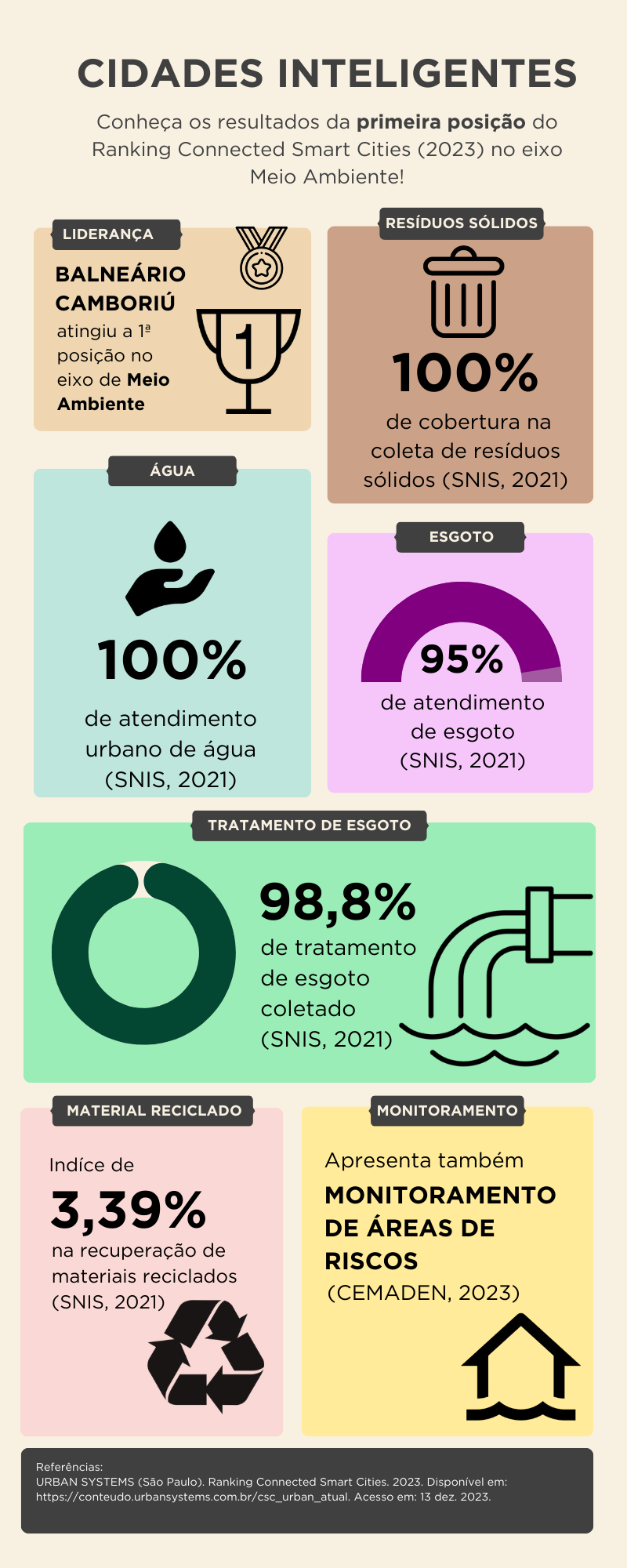
Infográfico sobre o Ranking de Cidades Inteligentes no Eixo Meio Ambiente (2023)

Uma Cidade inteligente (CI) é uma cidade que usa tipos diferentes de sensores eletrônicos para coletar dados e usá-los para gerenciar recursos e ativos eficientemente. Incluindo dados coletados de cidadãos, dispositivos que são processados e analisados para monitorar e gerenciar sistemas de tráfego e transporte, usinas de energia, redes de abastecimento de água, gerenciamento de saneamento básico, detecção de crimes, sistemas de informação, escolas, livrarias, hospitais e diversos outros serviços para a comunidade.
O conceito de cidade inteligente integra a tecnologia da informação e comunicação (TIC), vários dispositivos físicos conectados à rede IoT para otimizar a eficiência das operações e serviços da cidade e conectar-se aos cidadãos. A tecnologia da cidade inteligente permite que as autoridades da cidade interajam diretamente com tanto a infraestrutura da comunidade e da cidade como monitorem o que está acontecendo na cidade e como a cidade está evoluindo. As Tecnologias de informação e comunicação são usadas para melhorar a qualidade, desempenho e interatividade dos serviços urbanos, reduzir custos e consumo de recursos e aumentar o contato entre cidadãos e governo. As cidades inteligentes podem ajudar tanto o poder público a reconhecer problemas em tempo real, quanto o cidadão a produzir informações, auxiliando a mapear, discutir e enfrentar essas dificuldades. Uma CI pode, portanto, estar mais preparada para responder a desafios do que uma com um simples relacionamento "passivo" com seus cidadãos. No entanto, o próprio termo permanece pouco claro para suas especificidades e, portanto, aberto a muitas interpretações, vulnerável à mudanças.
As principais mudanças tecnológicas, econômicas e ambientais geraram interesse em cidades inteligentes, incluindo mudança climática, reestruturação econômica, mudança para consumo por varejo e entretenimento on-line, populações envelhecidas, crescimento da população urbana e pressões nas finanças públicas. A União Europeia (UE) dedicou esforços constantes à elaboração de uma estratégia para alcançar um crescimento urbano 'inteligente' para as cidades e regiões metropolitanas. A UE desenvolveu uma série de programas no âmbito da "Agenda Digital da Europa". Em 2010, destacou o seu foco no fortalecimento da inovação e do investimento em serviços de TIC, com o objetivo de melhorar os serviços públicos e a qualidade de vida. Estimativas da Arup é de que o mercado global de serviços urbanos inteligentes será de US$ 400 bilhões por ano até 2020. Exemplos de tecnologias e programas de cidades inteligentes foram implementados em Singapura, cidades inteligentes na:  Índia,Dubai, Milton Keynes, Southampton, Amsterdã, Barcelona, Madri, Estocolmo, Copenhague, China e Nova York.

## Conceitos
Podem ser encontradas na literatura pelo menos cinco descrições do que seja uma cidade inteligente:

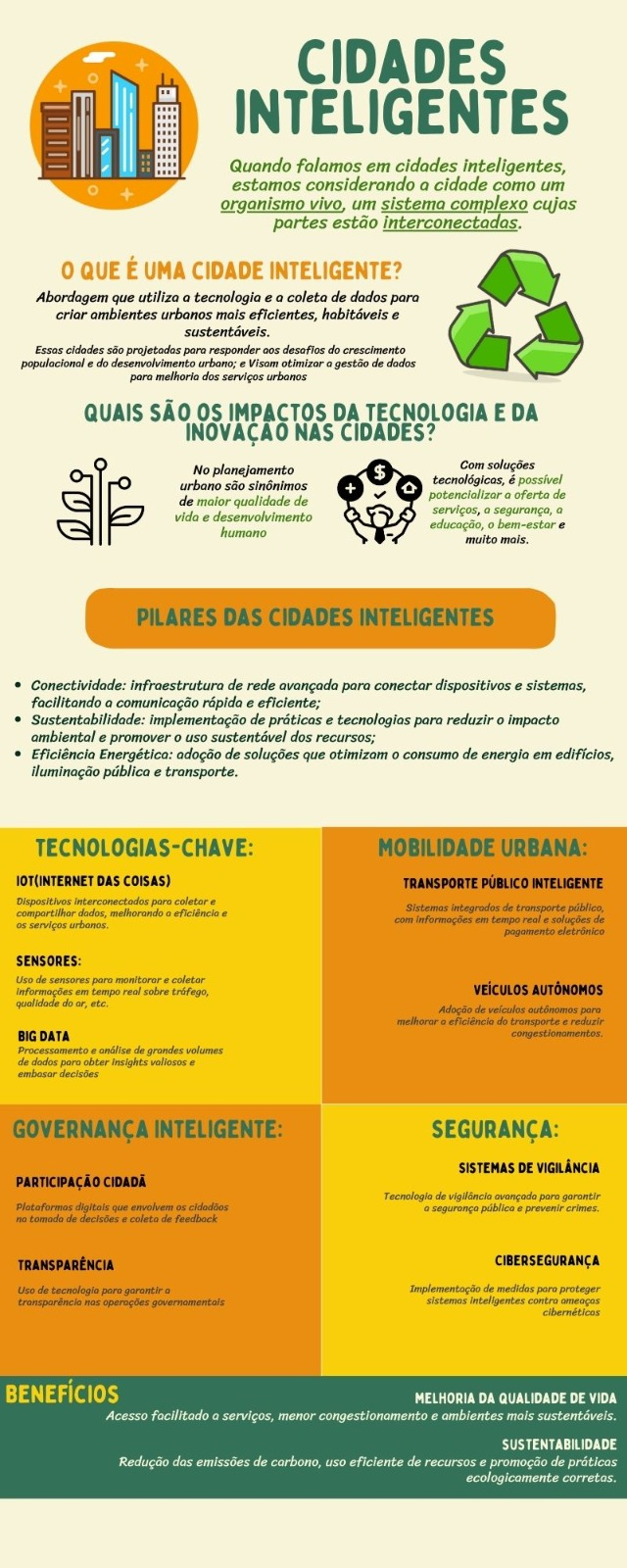
Infográfico sobre Cidades Inteligentes

1. Uma CI muitas vezes é definida como uma reconstrução virtual de uma cidade, ou como uma  cidade virtual (Droege, 1997).[27] O termo já foi usado como um equivalente de cidade digital, cidade da informação, 'cidade conectada', telecidade, cidade baseada no conhecimento, comunidade eletrônica, espaço comunitário eletrônico etc., cobrindo uma ampla gama de aplicações eletrônicas e digitais, relacionadas ao espaço digital de cidades e comunidades (MIMOS).
2. Um outro significado foi dado pela World Foundation for Smart Communities (ou "Fundação Mundial de Comunidades Inteligentes"), que associa cidades digitais ao crescimento inteligente, um tipo de desenvolvimento baseado nas tecnologias da informação e comunicação. "Uma Comunidade Inteligente é uma comunidade que fez um esforço consciente para usar a tecnologia da informação para transformar a vida e o trabalho dentro de seu território de forma significativa e fundamental, em vez de seguir uma forma incremental" (California Institute for Smart Communities, 2001).[28]
3. Uma CI também pode ser definida como um ambiente inteligente, que embute tecnologias da informação e da comunicação (TIC) que criam ambientes interativos, que trazem a comunicação para o mundo físico. A partir desta perspectiva, uma cidade inteligente (ou em termos mais gerais um espaço inteligente) se refere a um ambiente físico no qual as tecnologias de comunicação e de informação, além de sistemas de sensores, desaparecem à medida que se tornam embutidos nos objetos físicos e nos ambientes nos quais vivemos, viajamos e trabalhamos (Steventon e Wright, 2006).[29]
4. Uma cidade inteligente também é definida como um território que traz sistemas inovativos e TIC dentro da mesma localidade. O  Forum de comunidades inteligentes (2006) [30] desenvolveu uma lista de indicadores que criam um quadro conceitual para a compreensão de como as comunidades e regiões podem ganhar vantagem competitivas na economia de hoje, que pode ser chamada de Economia da Banda Larga. Para se ter uma cidade inteligente (CI) é necessário combinar: (1) oferta ampla de banda larga para empresas, prédios governamentais e residências; (2) educação, treinamento e força de trabalho eficazes para oferecer  trabalho do conhecimento; (3) políticas e programas que promovam a democracia digital, reduzindo a exclusão digital, para garantir que todos setores da sociedade e seus cidadãos se beneficiem da revolução da banda larga; (4) inovação nos setores público e privado e iniciativas  para criar agrupamentos econômicos e capital de risco para apoiar o desenvolvimento de novos negócios; e (5) marketing do desenvolvimento econômico efetivo que alavanque a comunidade digital, para que ela atraia empregados e investidores talentosos.
5. Na mesma linha, cidades (ou comunidades,  clusters, ou regiões) inteligentes são aqueles territórios caracterizados pela alta capacidade de aprendizado e inovação, que já é embutida na criatividade de sua população, suas instituições de geração de conhecimento, e sua infra-estrututura digital para comunicação e gestão do conhecimento. A característica distintiva de uma cidade inteligente é o grande desempenho no campo da inovação, pois a inovação e a solução de novos problemas são recursos distintivos da inteligência.[31][32]
6. Por vezes, o conceito de cidades inteligentes se cruza com outros, como os de cidades resilientes e cidades conectadas. Mas a alternância nas ideias defendidas por esses conceitos não significa necessariamente uma frivolidade intelectual, mas sim um entendimento da cidade num determinado momento.

## As três dimensões das cidades inteligentes
As cidades inteligentes evoluem na direção de uma forte integração de todas dimensões da inteligência:  humana,  coletiva e  artificial, disponíveis em uma cidade. Elas são construídas como aglomerados multi-dimensionais, combinando as três principais dimensões.
A primeira dimensão está ligada às pessoas da cidade: a inteligência, inventividade e criatividade dos indivíduos que vivem e trabalham na cidade. Esta perspectiva foi descrita por Richard Florida (2002) como ‘cidade criativa’, que agrega os valores e desejos da ‘nova classe criativa’, constituída pelo talento e conhecimento de cientistas, artistas, empresários,  capitalistas de risco, além de outras pessoas criativas, que têm enorme impacto na determinação de como é organizado o espaço de trabalho e, portanto, se as companhias vão prosperar, e se a cidade vai se desenvolver ou não.
A segunda dimensão tem a ver com a inteligência coletiva da população de uma cidade: 'a capacidade de comunidades humanas cooperarem intelectualmente na criação, na inovação e na invenção'; 'o aprendizado e o processo criativo coletivos realizado através de trocas de conhecimento e de criatividade intelectual'; 'a capacidade de um grupo se organizar para decidir a respeito de seu próprio futuro e controlar as formas de atingi-lo em contextos complexos' (Atlee 2004). Esta dimensão é baseada nas instituições da cidade que permitem a cooperação no conhecimento e na inovação.
A terceira dimensão é relacionada com a inteligência artificial embutida no ambiente físico da cidade, e disponível para sua população: a infra-estrutura de comunicação, os espaços digitais e as ferramentas públicas para a solução de problemas disponíveis para a população da cidade.
Assim, o conceito de cidade inteligente integra todas as três dimensões mencionadas de uma aglomeração: seus espaços físicos, a institucionais e digitais. Consequentemente, o termo "cidade inteligente" descreve um território com
1. atividades bem desenvolvidas relacionadas a conhecimento, ou grupos de tais atividades;
2. rotinas embutidas de cooperação social, permitindo o que o conhecimento e o know-how sejam adquiridos e adaptados;
3. um conjunto desenvolvido de infra-estrutura de comunicação, espaços digitais e ferramentas de conhecimento e inovação; e
4. uma habilidade comprovada de inovar, gerenciar e resolver problemas que apareçam pela primeira vez, uma vez que a capacidade de inovar e gerenciar a incerteza são os fatores críticos para se medir inteligência.

## Características

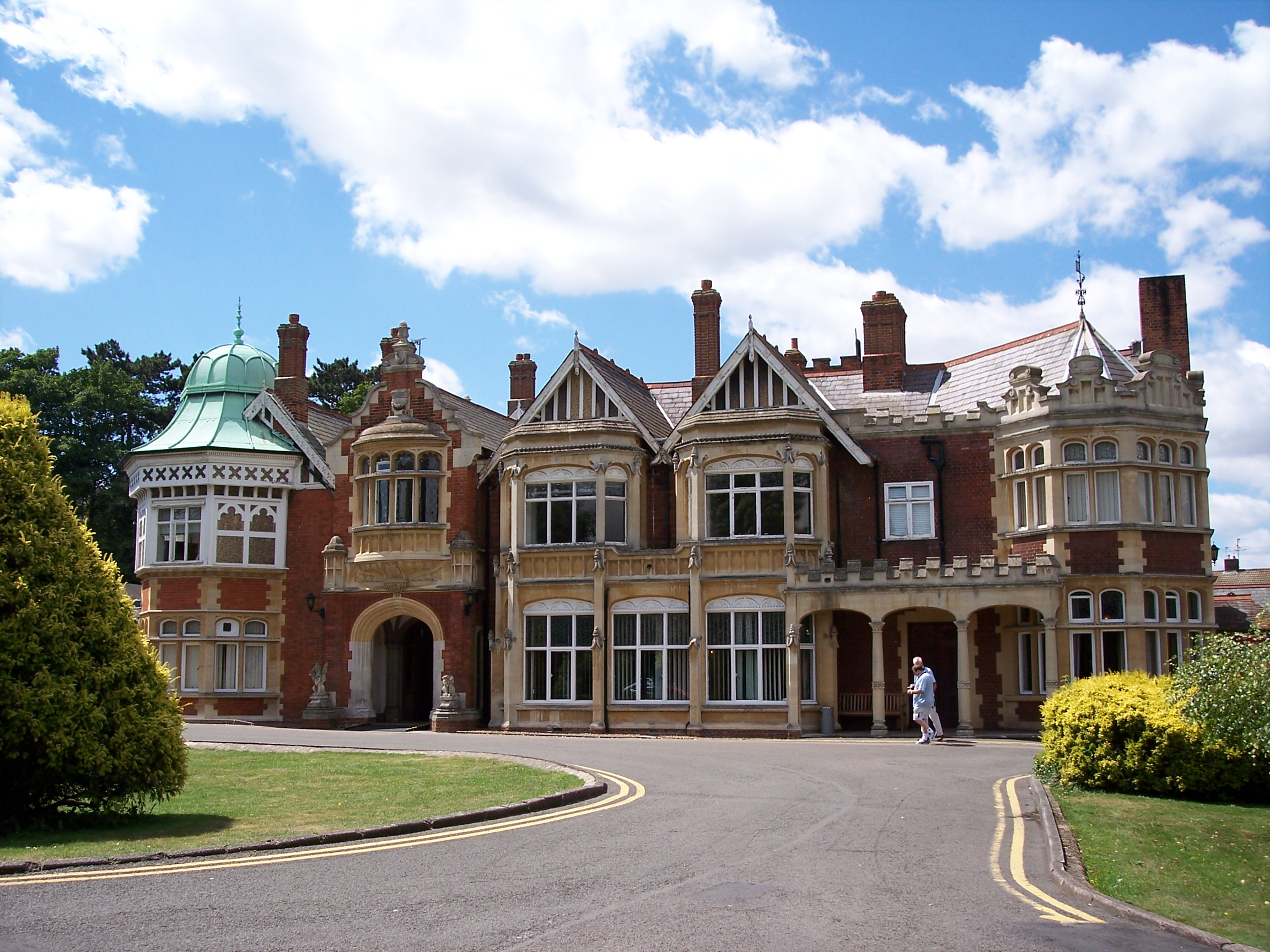
Bletchley Park é frequentemente considerada a primeira comunidade inteligente

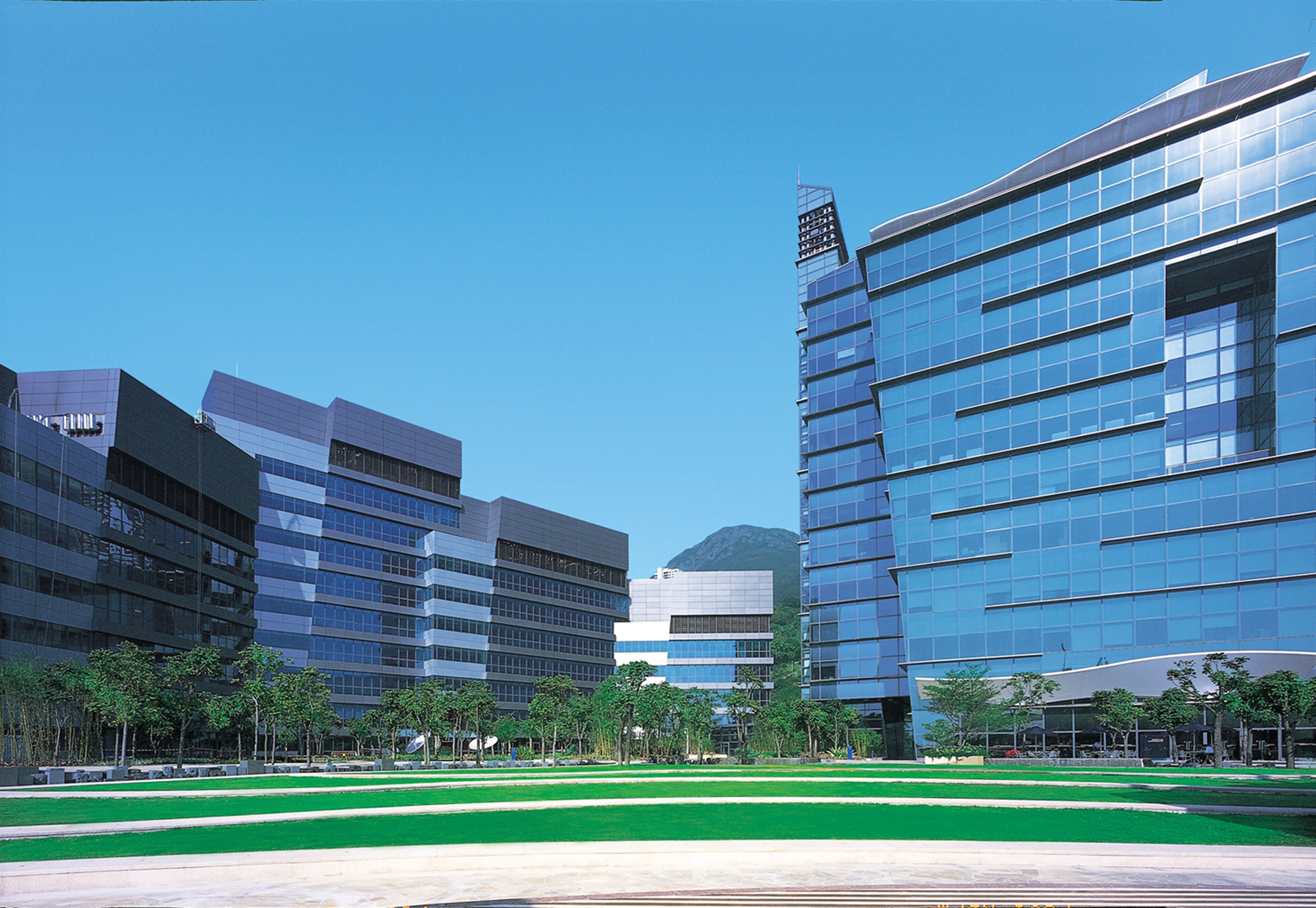
Edifícios Cyberport 1 e Cyberport 2 de Hong Kong.

Uma cidade inteligente usa Tecnologias da Informação e Comunicação para:
1. Fazer uso eficiente de estrutura física das cidades (ruas, estradas, ambiente urbano, IoT[3]) através da Inteligência Artificial, Big Data[3] e Análise de Dados, para, por fim, retornar benefícios no desenvolvimento econômico, social e cultural.
2. Envolver-se efetivamente com a população local na governança e decisão local, usando processos abertos de inovação e participação eletrônica, melhorando a inteligência coletiva dos órgãos da cidade por meio da governança eletrônica,[36] com ênfase na participação popular e cooperação do cidadão no desenvolvimento da cidade.
3. Inteligência de instrumentação: onde a infraestrutura da cidade é aperfeiçoada por meio da coleta de dados em tempo real, com análise e modelagem preditiva nos bairros da cidade, através da Inteligência Artificial. Exemplos de inteligência de instrumentação foram implementados em Amsterdã.[37] Contudo, existe muita controvérsia em torno disso, principalmente no que diz respeito a questões de vigilância em cidades inteligentes. Isso é implementado através de:
  1. Uma infra-estrutura de IP comum, aberta a pesquisadores para desenvolver aplicativos.
  2. Sensores, medidores e dispositivos wireless transmitindo informações ao vivo. (TIC)
  3. Várias residências recebem medidores inteligentes de energia[38] para analisar o consumo e reduzir o uso de energia.
  4. Compactadores de lixo movidos a energia solar, estações de carregamento de automóveis elétricos e lâmpadas que gastam menos energia.[36]

Alguns dos campos importantes a serem obervados na consideração de uma cidade inteligente são:
| Economia da Inovação                                                                   | Infraestrutura Urbana                           | Governo Democrático                                      |
| -------------------------------------------------------------------------------------- | ----------------------------------------------- | -------------------------------------------------------- |
| Inovação em indústrias, bairros e distritos de uma cidade                              | Mobilidade Eficiente — Transporte Urbano        | Serviços administrativos para a população                |
| Mão-de-obra qualificada: Educação e emprego para todos                                 | Rede Elétrica Inteligente — Smartgrid           | Democracia participativa e direta                        |
| Criação de empresas que requerem altos padrões de mão-de-obra (conhecimento-intensivo) | Proteção do ambiente urbano — Segurança pública | Serviços para o cidadão — Qualidade de vida populacional |

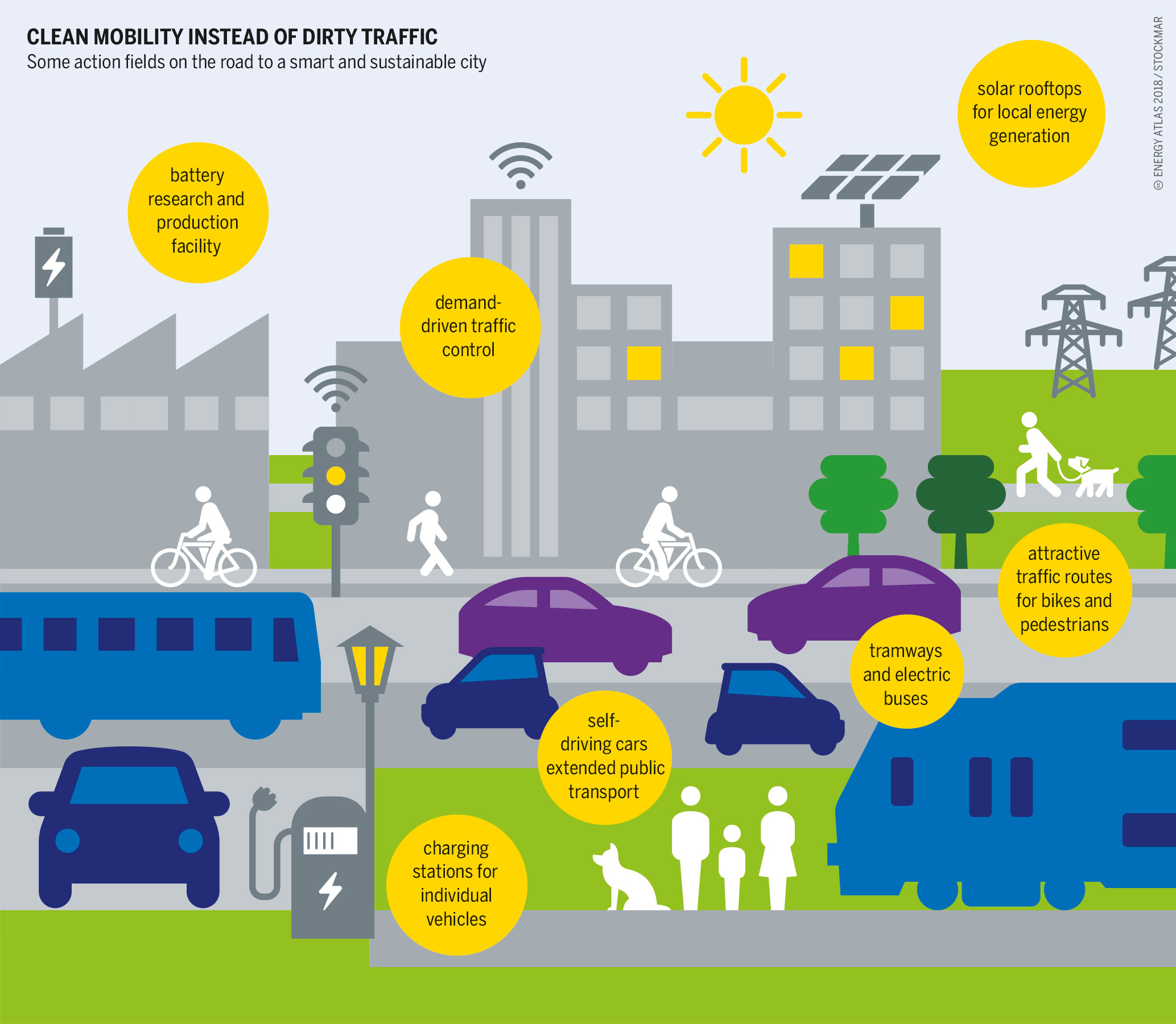
Mobilidade inteligente e sustentável

Segundo David K. Owens, ex-vice-presidente executivo do Edison Electric Institute, dois elementos-chave de uma cidade inteligente são:
1. Uma plataforma de comunicações integradas
2. Uma grade dinâmica e resiliente

Ambos são investimentos caros.

## Plataformas e tecnologias
Com do Decreto nº 8.638, de 15 de janeiro de 2016 que trata sobre as estrategias do e-gov em vigor até 2019. O governo brasileiro comprometeu-se a  tornar as políticas públicas mais eficientes e econômicas com o uso de tecnologias. A partir dos reflexos desta lei os cidadãos receberam diversos aplicativos para facilitar o cuidado com a saúde, controle de suas aposentadorias, entre outros.

Aprovado pela resolução CIT nº 19, de 22 de junho de 2017 o ministério da saúde criou uma serie de aplicativos para facilitar o acesso a saúde e a informações sobre a mesma. Com o objetivo de cumprir a referida lei que promete a implementação do e-Saúde até 2020 em todo Brasil.
meu digiSUS — Neste aplicativo o cidadão tem acesso a diversas funcionalidades do SUS, facilitando assim a marcação de consulta e acompanhamento de resultados, diminuindo a necessidade do cidadão muitas vezes adoentado de precisar ir a unidade para pegar o resultado dos exames. Das funcionalidades do aplicativo temos:
1. Acesso a rede de atendimento, podendo verificar a unidade mais próxima do habitante que tenha o serviço desejado como: hospitais, postos de saúde, emergências e centros de atenção psicossocial;
2. Marcar consultas na rede SUS e também entrar na fila do SISREG;
3. Verificar medicamentos disponíveis na farmácia popular da unidade;
4. Verificar posição na fila de transplante de órgãos;
5. Verificar registro de vacinas e quais precisam ser tomadas;
6. Verificar doações de sangue já efetuadas e as regras para estar apto a doação;
7. Acesso ao cartão digital do SUS;
8. Atualização de dados para contato.[41][42]

meu INSS - O meu INSS é uma ferramenta do Ministério da Economia brasileiro que visa facilitar o acesso as informações referentes a aposentadoria, contribuições, benefícios, emissões de declarações e extratos do INSS entre outros, temos:
1. É possível verificar todo o histórico previdenciário ativo e acompanhar mês a mês se os repasses da empresa estão sendo feitos;
2. Calculadora de tempo de contribuição, que permite verificar quanto tempo falta para aposentadoria, levando em consideração o tempo de contribuição e a idade;
3. Agendamento de perícia, acompanhamento e resultado da mesma;
4. Agencias próximas ao cidadão;
5. Atualização de dados para contato.[43]

No Rio de Janeiro os cidadãos contam com o aplicativo e site 1746 que oferece cerca de 500 serviços realizados pela prefeitura e órgãos competentes, o cidadão pode solicitar diretamente do site ou aplicativo e acompanhar por eles o andamento da sua ordem de serviço. facilitando assim o direcionamento de esforços da prefeitura para solucionar os problemas que mais afetam os moradores da cidade. Das funções mais utilizadas pelo aplicativo temos:
1. Remoção de entulho e bens inservíveis;
2. Fiscalização de estacionamento irregular de veículos;
3. Reparo de iluminação pública;
4. Poda de arvore;
5. Remoção de resíduos de logradouro;
6. Vistorias em foco de Aedes Aegypti.[44][45]

## Cenário brasileiro
O Brasil está no meio do caminho no processo de construir cidades inovadoras e, no mínimo, mais agradáveis de se viver. É o que revela o novo ranking Connected Smart Cities, da consultoria Urban Systems,que avaliou cerca de 700 municípios para apontar os 50 mais desenvolvidos nesse sentido. O Ranking tem como objetivo identificar fatores relevantes para desta forma temos o crescimento sustentável dos municípios e apontar as cidades brasileiras com maior potencial de desenvolvimento.

### Rio de Janeiro
O Rio de Janeiro conquistou a primeira colocação com 29,9 pontos, de um total de 63, classificando-se como a cidade brasileira mais inteligente e conectada.[carece de fontes?] Além disso, a cidade faturou a primeira posição nas categorias Tecnologia e Inovação e Economia.
“O desenvolvimento urbano na cidade do Rio de Janeiro é uma realidade que salta aos olhos, com grandes projetos e investimentos focados no princípio do espaço público útil, democrático, acolhedor e seguro. Partindo dessa premissa, avançamos no conceito de cidade integrada, valorizando bairros que antes se encontravam fora do eixo mais turístico do Rio e, principalmente, conectando-os a outras regiões e aos próprios cariocas. Além de chancelar nossas decisões e mostrar que estamos no caminho certo, o Ranking é um estímulo à busca de novas soluções e aprimoramento das existentes”, ressalta o secretário de Coordenação de Governo da Prefeitura do Rio de Janeiro, Pedro Paulo Teixeira.

### São Paulo
Com população de aproximadamente 12 milhões de habitantes, a segunda colocada no Ranking Geral foi a cidade de São Paulo (SP), com 29,36 pontos. A metrópole também liderou no segmento de Mobilidade, que considerou aspectos como transporte urbano (indicadores de transporte coletivo, idade da frota e meios de transporte público de massa), acessibilidade (rampas de acesso para cadeirantes e ciclovias) e conectividade (do município a outros, nos modelos intermunicipal rodoviário e aéreo).
Segundo o ex-prefeito da capital paulista, Fernando Haddad, o conceito de cidade está em gradual transformação para os moradores. “Para avançar nessa questão foi preciso reconhecer que São Paulo sofreu, ao longo das décadas, uma privatização de seus espaços, que gerou um impacto muito negativo na vida urbana. A cidade, que deveria ser um lugar de encontro, passou a ser um espaço de isolamento. Nesse sentido, a aprovação do novo Plano Diretor Estratégico, em 2014, foi fundamental para iniciar um processo de transformação mais profunda. Ele orienta o desenvolvimento da cidade nos próximos 15 anos e prevê a revisão da Lei de Zoneamento”, explica Haddad.

### Belo Horizonte
Reconhecida como uma cidade que possui parte de seus sistemas integrados, a capital de Minas Gerais, Belo Horizonte, faturou a terceira colocação no ranking geral. Somando pontuação de 28,91, a capital mineira classificou-se como a melhor opção no segmento de Meio Ambiente. O prefeito do município, Marcio Lacerda, acredita que, nos últimos anos, Belo Horizonte tem sido protagonista de ações e políticas públicas que contemplam áreas estratégicas para um crescimento sustentável e para melhorias significativas da qualidade de vida. “São investimentos em áreas como a saúde, mobilidade, educação, meio ambiente, tecnologia e urbanismo. E tudo o que tem sido feito tem como base o Planejamento Estratégico BH 2030, elaborado em 2009 e que vem sendo permanentemente aperfeiçoado. Trata-se de um conjunto de seis grandes objetivos estratégicos que a cidade está perseguindo em direção ao futuro desejado por todos os seus moradores”, pontua.
Ainda no Ranking Geral de Cidades Inteligentes e Conectadas, a melhor colocada na faixa populacional de 100 a 500 mil habitantes foi São Caetano do Sul (SP), que também alcançou o primeiro lugar no segmento Segurança. Na categoria com até 100 mil habitantes, Nova Lima (MG) foi a campeã.

### Smart City Laguna (CE)
A Smart City Laguna é uma iniciativa da empresa Planet Smart City, Segundo entrevista   para o Canal Futura Susana Marchionni (Economista e responsável pelo projeto Smart City Laguna) a proposta da empresa é criar a primeira cidade inteligente social do mundo, com 330 hectares e lotes com de 150 m²  a 407 m², a cidade faz parte da Prefeitura de São Gonçalo do Amarante, com uma média de 20 a 25 mil habitantes para cidade, a expectativa é que a cidade seja ocupada por diversos setores de comercio e indústria.
- A cidade está sendo completamente construída dentro dos padrões de uma cidade inteligente e conta com: 620 mil metros quadrados de áreas verdes, tijolos solares, irrigação inteligente, ciclovias, pontos de recarga para carros elétricos, coleta seletiva, estacionamento inteligente, iluminação inteligente, que reduz o consumo de energia, e pavimentação drenante.
- Há também o Hub da Inovação na cidade que fornece para todos os habitantes gratuitamente: Cinema infanto-juvenil, biblioteca, aulas de Inglês, cursos de Informática e empreendedorismo.
- Todas as funcionalidades da cidade estão disponíveis no aplicativo Planet App que é classificado como o painel de controle da cidade e conta com: automação residencial, sistemas de controle da qualidade do ar, segurança e até uma funcionalidade de SOS que compartilha sua localização com contatos selecionados em casos de emergência.[48]

## Cidades inteligentes pelo mundo

### Em Portugal
As cidades inteligentes são uma prioridade nas políticas da União Europeia e de Portugal, nomeadamente na estratégia de reindustrialização, na Agenda Digital e nas estratégias nacionais e regionais de inovação para uma especialização inteligente. Em Portugal, foi criada em 2013 a Rede “Smart Cities Portugal”, que tem como objectivos:
1. Promover o desenvolvimento e produção de soluções urbanas inovadoras, de forma integrada, com vista à estruturação da oferta e sua valorização nos mercados internacionais;
2. Potenciar a participação das empresas e cidades portuguesas no mercado das cidades inteligentes.

Afirmar a imagem de Portugal como espaço de concepção, produção e experimentação de produtos e serviços para cidades inteligentes.

### Amsterdã
A iniciativa de cidade inteligente em Amsterdã, iniciada em 2009, atualmente inclui mais de 170 projetos desenvolvidos em colaboração por residentes locais, governo e empresas. Esses projetos são executados em uma plataforma interconectada através de dispositivos sem fio para aprimorar as habilidades de tomada de decisão da cidade em tempo real. A cidade de Amsterdã afirma que o objetivo dos projetos é reduzir o tráfego, economizar energia e melhorar a segurança pública. Para promover os esforços dos residentes locais, a cidade realiza anualmente o Desafio Cidade Inteligente de Amsterdã, aceitando propostas de aplicativos e desenvolvimentos que se encaixam na estrutura da cidade. Um exemplo de um aplicativo desenvolvido por residentes é o Mobypark, que permite que os proprietários de vagas de estacionamento aluguem essas pessoas para as pessoas mediante taxa. Os dados gerados a partir deste aplicativo podem ser usados pela cidade para determinar a demanda de estacionamento e os fluxos de tráfego da cidade. Um número de casas também recebeu medidores inteligentes de energia, com incentivos para aqueles que reduzem efetivamente o consumo de energia. Outras iniciativas incluem iluminação pública flexível (iluminação inteligente), que permite aos municípios controlar o brilho das luzes da rua, e gerenciamento inteligente de tráfego, onde o tráfego é monitorado em tempo real pela cidade e informações sobre o tempo atual de viagem em determinadas estradas é transmitido para permitir que os motoristas determinem as melhores rotas a seguir.

### Copenhague
Em 2014, Copenhague conquistou o prestigioso World Smart Cities Award por sua estratégia de desenvolvimento de cidade inteligente: "Connecting Copenhagen". Posicionadas na Administração Técnica e Ambiental de Copenhague, as iniciativas da cidade inteligente são coordenadas pelo Copenhagen Solutions Lab, a unidade administrativa da cidade para o desenvolvimento da cidade inteligente. Existem outros atores notáveis em Copenhague que coordenam e apoiam iniciativas de cidades inteligentes, incluindo State of Green e Gate21, o último dos quais iniciou o centro de inovação Smart City Cluster Denmark.
Em um artigo da The Economist, é explicado um grande projeto atual de cidade inteligente: “Em Copenhague, como em muitas cidades do mundo, a qualidade do ar está na agenda quando se trata de habitabilidade, com 68% dos cidadãos citando é de grande importância quando se trata do que torna a cidade atraente. Para monitorar os níveis de poluição, o Copenhagen Solutions Lab está atualmente trabalhando com o Google e instalou equipamentos de monitoramento em seus carros streetview para produzir um mapa de calor da qualidade do ar em toda a cidade. As informações ajudarão ciclistas e corredores a planejar rotas com a melhor qualidade do ar. O projeto também oferece uma visão do futuro, quando esse tipo de informação pode ser coletado em tempo real por sensores em toda a cidade e comparados com dados de fluxo de tráfego.”
Em outro artigo do Fórum Econômico Mundial, Marius Sylvestersen, diretor de programa do Copenhagen Solutions Lab, explica que as colaborações público-privadas devem ser baseadas na transparência, na vontade de compartilhar dados e devem ser orientadas pelo mesmo conjunto de valores. Isso requer uma mentalidade particularmente aberta das organizações que desejam se envolver. Para facilitar a colaboração aberta e o compartilhamento de conhecimento, o Copenhagen Solutions Lab lançou o Copenhagen Street Lab em 2016. Aqui, organizações como TDC, Citelum e Cisco trabalham em colaboração com o Copenhagen Solutions Lab para identificar novas soluções para os problemas da cidade e dos cidadãos.

### Dubai
Em 2013, o projeto Smart Dubai foi iniciado por Shaikh Mohammad bin Rashid Al Maktoum, vice-presidente dos Emirados Árabes Unidos, que continha mais de 100 iniciativas para tornar Dubai uma cidade inteligente até 2030. O projeto visava integrar os setores público e privado, permitindo aos cidadãos acessar esses setores por meio de seus smartphones. Algumas iniciativas incluem a Estratégia de Transporte Autônomo do Dubai (Dubai Autonomous Transportation Strategy, do inglês ) para criar trânsitos sem motorista, digitalizando totalmente as informações e transações do governo, negócios e clientes e fornecendo aos cidadãos 5000 pontos de acesso para acessar os aplicativos do governo até 2021. Dois aplicativos móveis, mPay e DubaiNow, facilitam vários serviços de pagamento para cidadãos, que variam de serviços públicos ou multas de trânsito a serviços educacionais, de saúde, de transporte e comerciais. Além disso, usa-se o Smart Nol Card,um cartão recarregável unificado que permite aos cidadãos pagar por todos os serviços de transporte como: metrô, ônibus, ônibus aquático e táxis. Há também a iniciativa Cidade Digital do município de Dubai, que atribui a cada edifício um código QR exclusivo que os cidadãos podem escanear contendo informações sobre o edifício, a traçamento de mapa e a localização.

### Estocolmo
A tecnologia Smart City de Estocolmo é sustentada pelo Sistema de Fibra Escura Stokab, que foi desenvolvido em 1994 para fornecer uma rede universal de fibra óptica em Estocolmo. As empresas privadas podem alugar fibra como prestadores de serviços em termos iguais. A empresa é da própria cidade de Estocolmo. Dentro dessa estrutura, Estocolmo criou uma estratégia de TI verde. O programa de TI verde busca reduzir o impacto ambiental de Estocolmo por meio de funções de TI, como edifícios com eficiência energética (minimizando custos de aquecimento), monitoramento de tráfego (minimizando o tempo gasto na estrada) e desenvolvimento de serviços eletrônicos (minimizando o uso de papel).

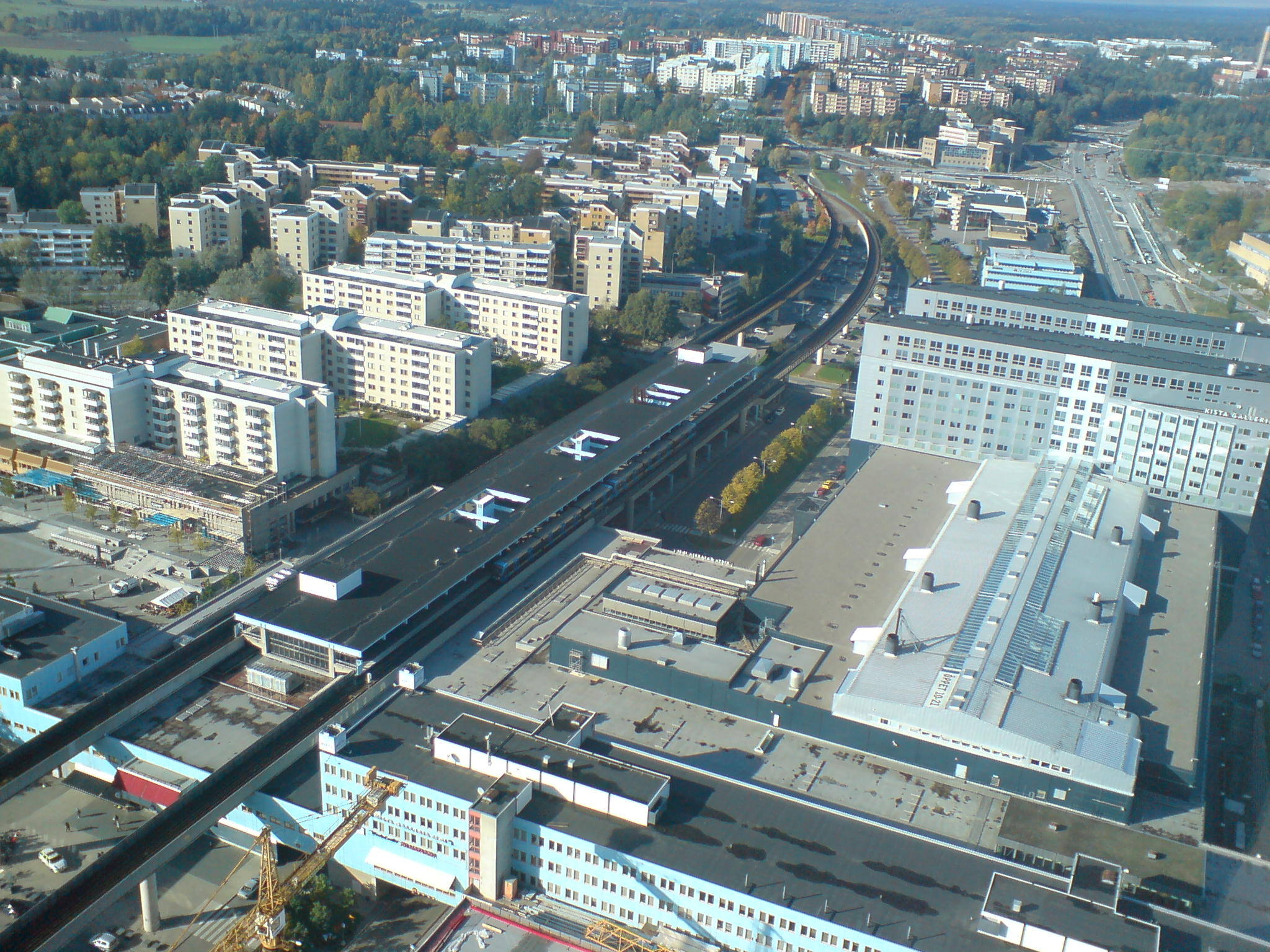
Kista Science City, 2008

A plataforma e-Stockholm está centrada no fornecimento de serviços eletrônicos, incluindo anúncios políticos, reserva de vagas no estacionamento e remoção de neve.  Isso está sendo desenvolvido ainda mais através da análise de GPS, permitindo que os moradores planejem sua rota pela cidade. Um exemplo de tecnologia de cidade inteligente específica de distrito pode ser encontrado na região de Kista Science City, em Kista. Essa região é baseada no conceito de hélice tripla de cidades inteligentes, onde universidade, indústria e governo trabalham juntos para desenvolver aplicativos de TIC para implementação em uma estratégia de cidade inteligente.

## Comercialização
Grandes empresas de TI, telecomunicações e gerenciamento de energia, como Huawei, Alibaba, Tencent, Baidu, Cisco, Google, Schneider Electric, IBM e Microsoft tem iniciativas para o mercado das cidades inteligentes. A Cisco lançou a iniciativa Global Intelligent Urbanization para ajudar as cidades a usar a rede como o quarto utilitário para gerenciamento integrado de cidades, melhor qualidade de vida para os cidadãos e desenvolvimento econômico. A IBM anunciou suas SmarterCities para estimular o crescimento econômico e a qualidade de vida nas cidades e áreas metropolitanas, com a utilização de novas abordagens de pensamento e atuação no ecossistema urbano. Os desenvolvedores de sensores e as empresas iniciantes estão desenvolvendo continuamente novos aplicativos para cidades inteligentes.

## Críticas
As cidades inteligentes recebem críticas em alguns pontos:
- O alto nível de coleção de dados levantou questões sobre invasão da privacidade dos cidadãos. A concentração da informação de cidadãos em um centro de comando contribui para a criação de um espaço urbano vigiado.[70]
- Em países mais pobres, cidades inteligentes são irrelevantes para a maioria da população urbana, que tem acesso limitado a serviços básicos. Um foco em cidades inteligentes pode intensificar a desigualdade e a marginalização.
- Vulnerabilidade a ataques maliciosos de hackers.[71]
- A alta vigilância dos espaços urbanos, proporcionada por sensores e câmeras de vigilância, colabora com a repressão de movimentos sociais.